# Alice von Battenberg

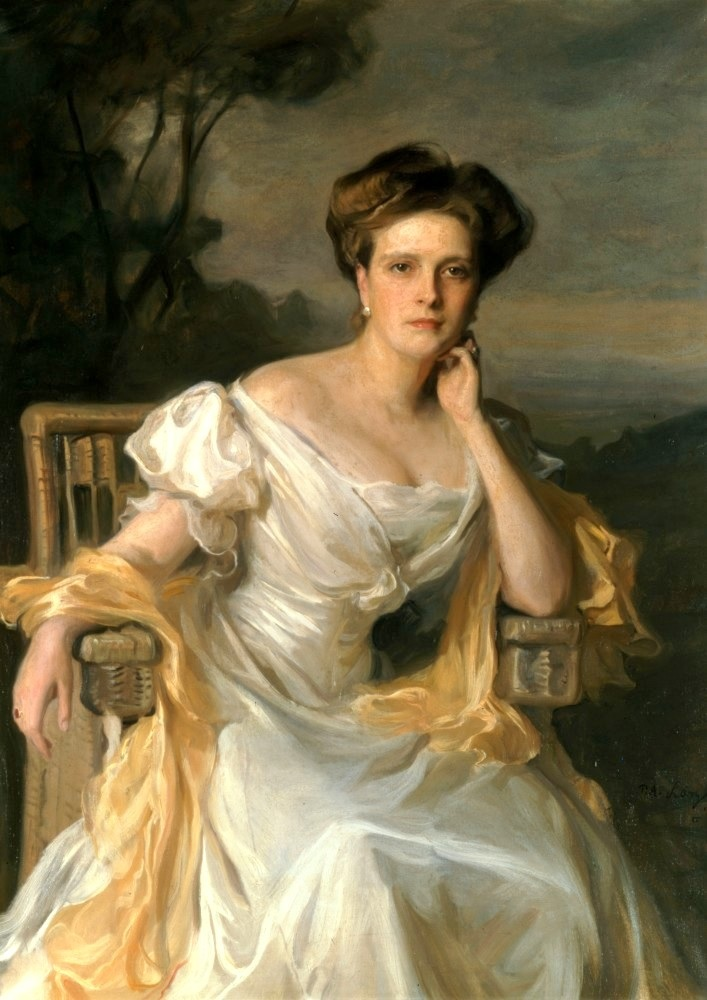
Philip Alexius de László: Alice von Battenberg, spätere Prinzessin von Griechenland und Dänemark (1907)

Victoria Alice Elizabeth Julia Marie Prinzessin von Battenberg (* 25. Februar 1885 in Windsor Castle; † 5. Dezember 1969 im Buckingham Palace, London) war die Mutter von Philip Mountbatten und damit nach dessen Hochzeit die Schwiegermutter der späteren Königin Elisabeth II., sowie Großmutter von Charles III.

## Leben
Prinzessin Alice von Battenberg war die Tochter des Prinzen Ludwig von Battenberg (später Louis Mountbatten) und der Prinzessin Viktoria von Hessen-Darmstadt. Ihr Vater war zuletzt britischer Flottenadmiral und zeitweise Erster Seelord. Die Familie des Prinzen von Battenberg nahm im Jahre 1917, als während des Ersten Weltkriegs das britische Königshaus seinen deutschen Familiennamen Sachsen-Coburg und Gotha ablegte und sich seither Windsor nannte, auf Wunsch von König Georg V. ebenfalls einen englischen Namen – nämlich Mountbatten – an. Prinzessin Alice war seit ihrer Geburt gehörlos und lernte in mehreren Sprachen Lippenlesen.

### Ehe mit Prinz Andreas von Griechenland

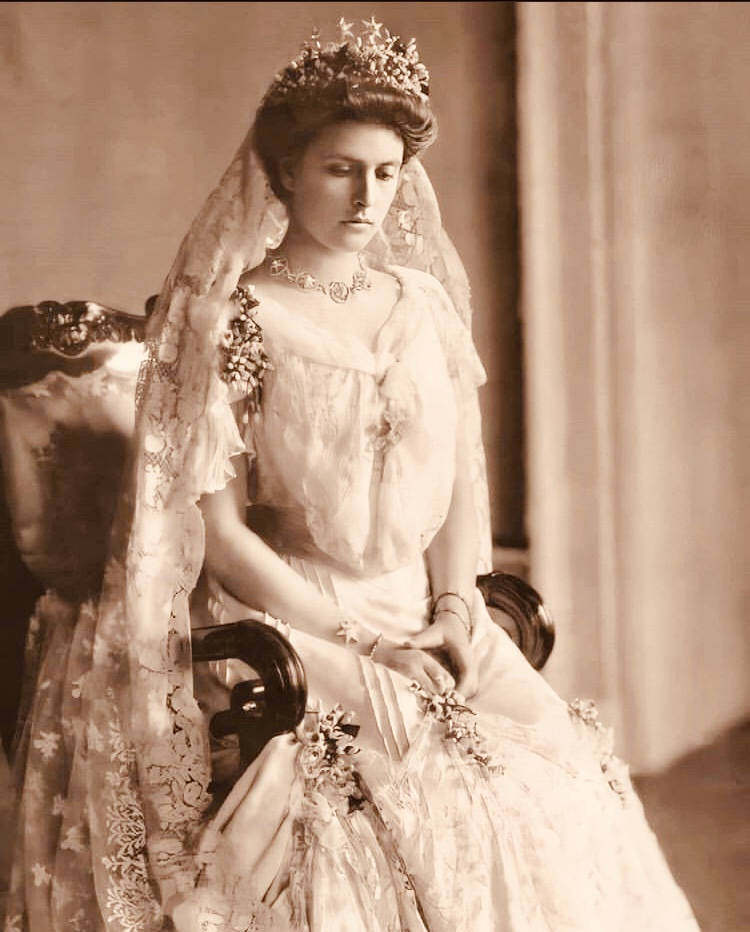
Prinzessin Alice von Battenberg

Am 7. Oktober 1903 heiratete Prinzessin Alice den Prinzen Andreas von Griechenland, den vierten Sohn des Königs Georg I. von Griechenland und seiner Gemahlin Olga Konstantinowna Romanowa und Enkel von Christian IX. von Dänemark, dem „Schwiegervater Europas“. Alice und Andreas hatten sich 1902 bei den Krönungsfeierlichkeiten Eduards VII. in London kennengelernt. Die Trauung in Darmstadt fand dreimal statt. Zuerst war die standesamtliche Trauung im Alten Palais am Luisenplatz, dann folgte die protestantische Trauung in der Schlosskirche und schließlich die orthodoxe in der Russischen Kapelle. Aus Russland hatte man für die orthodoxe Zeremonie wertvolle Kronen von Katharina II. mitgebracht, die, wie beim orthodoxen Ritus üblich, über das Paar gehalten wurden.
Aus der Verbindung mit Andreas von Griechenland gingen fünf Kinder hervor:
- Margarita (1905–1981) ⚭ 1931 Gottfried Prinz zu Hohenlohe-Langenburg (1897–1960)[2]
- Theodora (1906–1969) ⚭ 1931 Berthold Markgraf von Baden (1906–1963)
- Cecilia (1911–1937) ⚭ 1931 Georg Donatus von Hessen-Darmstadt (1906–1937)
- Sophie (1914–2001)

⚭ 1930 Christoph Prinz von Hessen (1901–1943)
⚭ 1946 Georg Wilhelm Prinz von Hannover Herzog zu Braunschweig und Lüneburg (1915–2006)
- Philip, Duke of Edinburgh (1921–2021) ⚭ 1947 Elisabeth II., Königin des Vereinigten Königreichs Großbritannien und Nordirland (1926–2022)

Prinzessin Alice lebte mit ihrer Familie zunächst in Athen, später auf Korfu, bevor Kriege und Revolutionen ihr Leben entscheidend veränderten.

### Jahrzehnte des Exils

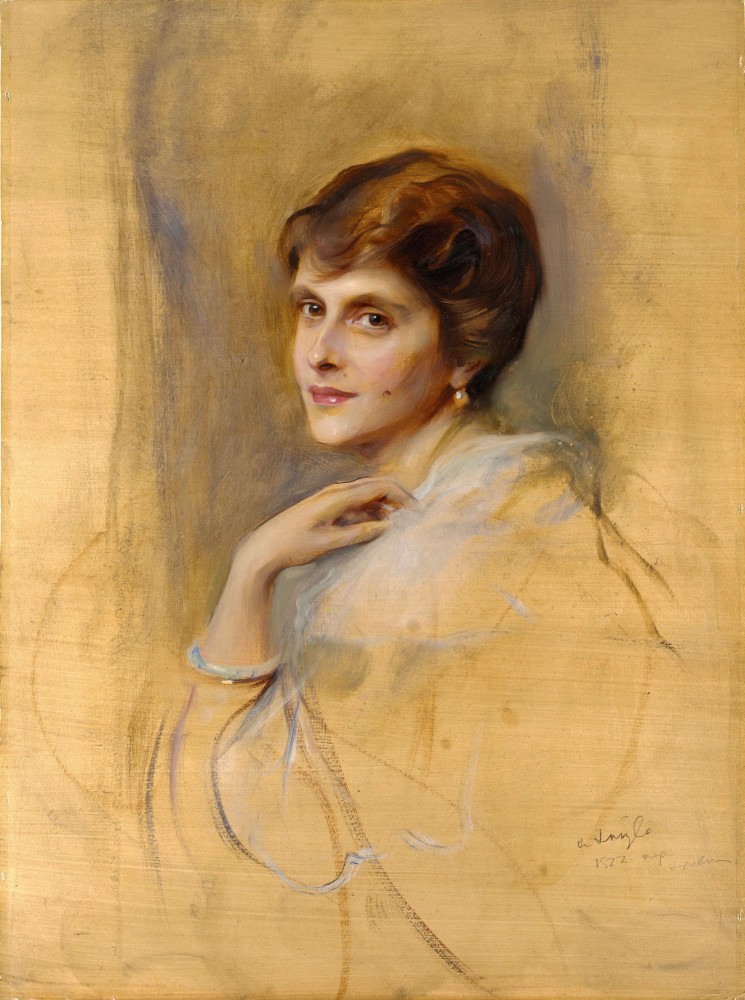
Philip Alexius de László: Prinzessin Alice, Öl auf Leinwand, 1922

Im Jahre 1922 wurde Prinz Andreas des Landes verwiesen, nachdem das griechische Heer durch die Türken unter Kemal Atatürk besiegt worden war. Die nun verarmte Familie ging nach Paris und Prinzessin Alice eröffnete ein Kunstgeschäft, in dem sie Handstickereien, Spitzen und Bilder verkaufte. 1930 wurde bei ihr durch Sigmund Freud und Ernst Simmel eine „paranoide Schizophrenie, mitverursacht durch sexuelle Frustration aufgrund einer nicht ausgelebten Leidenschaft“ diagnostiziert. Es folgte eine mehrjährige und zunächst erfolglose Behandlung, zunächst in Berlin und dann im Sanatorium Bellevue (Kreuzlingen am Bodensee, Schweiz), in das sie gegen ihren Willen gebracht und eingesperrt wurde.
Zweieinhalb Jahre verbrachte sie in der Klinik am Bodensee. Dort lebte sie dauerhaft getrennt von ihrem Ehemann, der als Privatier in Monaco lebte, wo er 1944 verstarb. Sie unternahm einen Fluchtversuch und hielt sich für die Frau Buddhas oder Jesu Christi. Danach zog sie von Hotel zu Hotel. Ihre Mutter war oft die Einzige, die wusste, wo sich Alice befand.
Im Jahre 1937 verunglückte ihre Tochter Cäcilie zusammen mit ihrem Schwiegersohn Georg Donatus von Hessen-Darmstadt und zwei Enkelsöhnen bei einem Flugzeugabsturz in der Nähe von Ostende. Bei der Trauerfeier traf die zerrüttete Familie aufeinander, was Alice von Battenberg Mut machte. Sie beschloss, nach Athen zu ziehen, wo 1935 die elf Jahre zuvor abgeschaffte Monarchie wieder hergestellt worden war.
Während des Zweiten Weltkrieges wohnte Prinzessin Alice in der griechischen Hauptstadt. Ihr Sohn Philip diente in der britischen Royal Navy, und jede Kommunikation mit seiner Mutter wurde durch den Umstand erschwert, dass Nazi-Deutschland Griechenland besetzt hatte und seine vier Schwestern Deutsche geheiratet hatten. Sie hingegen kümmerte sich um Suppenküchen und Waisenhäuser, arbeitete beim Roten Kreuz und versteckte eine jüdische Familie (Cohen) vor dem Holocaust in Griechenland.
1949 gründete Prinzessin Alice einen Orden nach dem Vorbild ihrer Tante, der in Sowjetrussland ermordeten Elisabeth von Hessen-Darmstadt (1864–1918), behielt aber ihren Titel. Ihren Habit gestaltete sie selbst, trug diesen aber bereits nach ihrem Aufenthalt in den Sanatorien. Der Orden scheiterte schließlich, weil Alice oft abwesend war, um ihre Verwandten, besonders in England, zu besuchen. Ihre Mitschwestern entfernten sich dann ebenfalls, sodass die Verwaltung des Ordens gelähmt war.
1967 musste Alice von Battenberg infolge des griechischen Militärputsches das Land verlassen und zog zu ihrem Sohn in den Buckingham-Palast in London, wo sie am 5. Dezember 1969 starb. Zuerst wurde sie in der königlichen Gruft der St. George’s Chapel von Windsor Castle beigesetzt, am 3. August 1988 aber, ihrem Wunsch entsprechend, zur Maria-Magdalena-Kirche auf dem Ölberg in Jerusalem überführt.

## Postume Ehrung
Am 31. Oktober 1994 nahmen die überlebenden Kinder an einer Zeremonie in Yad Vashem, Israel, teil, bei der Prinzessin Alice für die Hilfe, die sie der Familie Cohen im Zweiten Weltkrieg in Athen geleistet hatte, als eine Gerechte unter den Völkern mit einer Baumpflanzung geehrt wurde.

## Film
- Filmdokumentation: Die Schwiegermutter der Queen, 2013, 40 Min. (Senderangaben (Memento vom 13. März 2016 im Internet Archive), ZDF, 19. März 2015).
- TV-Serie The Crown, Netflix, 2016-, Staffel 3 (2019), Episoden 3 (Bubbikins) und 4 (Coup); Jane Lapotaire als Alice.